# Hazzard (film)
Hazzard (The Dukes of Hazzard) è un film del 2005 ispirato alla serie televisiva statunitense omonima. Diretto da Jay Chandrasekhar, racconta le avventure dei cugini Bo, Luke, Daisy e dello zio Jesse nella contea di Hazzard. È stato seguito da un prequel, uscito direttamente per il mercato home video, dal titolo Hazzard - I Duke alla riscossa.

## Trama
Bo e Luke Duke sono due cugini che vivono insieme a loro zio Jesse e alla loro attraente e seducente cugina Daisy in una fattoria nella contea di Hazzard, in Georgia, dove gestiscono un'attività di distillazione clandestina di whiskey. Il mezzo di trasporto principale dei cugini è una Dodge Charger arancione del 1969 che i ragazzi chiamano affettuosamente "Generale Lee". Lungo la strada, la famiglia viene tormentata dal corrotto commissario della contea di Hazzard Jefferson Davis Hogg, ampiamente noto come "Boss Hogg", e dal suo volenteroso ma stupido scagnozzo, lo sceriffo Rosco P. Coltrane.
Dopo che Rosco ha vandalizzato il General Lee dopo il tentativo di Bo e Luke di scappare dalla figlia di uno dei loro numerosi clienti di moonshine, Billy Prickett, un famoso pilota di stock-car, entra a Hazzard per partecipare all'annuale rally automobilistico di Hazzard. Nel frattempo, Rosco pianta un falso distillatore di moonshine nel granaio di zio Jesse e sequestra la proprietà di Duke nell'interesse dell'esproprio per Boss Hogg, costringendo la famiglia a risiedere temporaneamente con la vicina Pauline. Informa i Duke che Rosco ha sequestrato un'altra fattoria con la medesima accusa, così Bo e Luke indagano su un cantiere edile locale e trovano la loro fattoria e le fattorie vicine segnate su una mappa. Scoprono anche una cassaforte che credono contenga informazioni che Boss Hogg vuole tenere segrete, non riuscendo ad aprirla la trascinano da Sheev. Con il suo aiuto aprono la cassaforte e scoprono campioni di carotaggio geologico ma non sono sicuri di cosa siano. Nel frattempo, Cooter Davenport, meccanica amico dei Duke, riesce a riparare il Generale Lee per corsa nella speranza di ricevere finalmente il pagamento per tutto il lavoro svolto in passato per i ragazzi, se dovessero vincere la gara.
I Dukes vanno ad Atlanta per visitare un laboratorio di geologia dell'università locale, incontrando Katie-Lynn Johnson, una ragazza della contea di Hazzard. Scoprono le intenzioni di Boss Hogg di trasformare la contea in una miniera a cielo aperto di carbone. Tuttavia, prima che possano tornare nella contea di Hazzard, vengono arrestati. Boss Hogg visita la loro cella di prigione, dove informa i Dukes del suo piano: anche se Boss Hogg possiede i terreni necessari, non può legalmente trasformarli in una miniera, pertanto dovrà tenere una pubblica udienza in tribunale per permettere ai cittadini di Hazzard di obiettare. I Duke capiscono che Boss Hogg terrà l'udienza proprio durante il Rally automobilistico, con Billy Prickett che fornisce una distrazione; se nessuno si presenterà in aula per l'udienza, nessuno potrà negargli la concessione per gli scavi. Durante un trasferimento dalla detenzione, Daisy aiuta i ragazzi a scappare dall'auto della polizia e loro si precipitano a casa per cercare di informare la gente del paese, sfuggendo alla polizia di Atlanta.
Al ritorno a casa, i Dukes scoprono che Boss Hogg e Rosco hanno preso in ostaggio lo zio Jesse e Pauline. I due corrono alla fattoria per creare un diversivo per gli sceriffi della contea di Hazzard e i poliziotti dello stato della Georgia in attesa, mentre Daisy e Cooter salvano Jesse e Pauline. Nel frattempo, le ragazze del college si dirigono al raduno con Sheev per informare la gente del paese del voto sull'ordinanza sulle miniere a cielo aperto, tuttavia; poiché Sheev è un noto teorico della cospirazione, nessuno li ascolta. Bo parte per il raduno mentre Luke e Jesse si uniscono per ostacolare la polizia della contea e dello stato. Dopo aver tagliato per primi il traguardo prima di Billy, i due continuano a correre attraverso la città, conducendo la gente del paese al tribunale, dove la proposta viene respinta.
Boss Hogg tenta di far rinchiudere i ragazzi, ma Daisy approfitta della presenza del governatore della Georgia e delle telecamere della TV per convincerlo a perdonarli. La scena finale mostra una grigliata a casa dei Duke, dove i Duke e la gente del paese festeggiano.

## Curiosità
- Il Generale Lee all'inizio del film appare diverso: non ha il bull bar davanti, i cerchi sono in acciaio e le portiere non sono saldate alla carrozzeria; queste cose verranno aggiunte da Cooter quando riparerà l'auto.
- Nel film appare la celebre sequenza di Daisy (Jessica Simpson) che lava un'automobile in maniera sensuale. La scena verrà ripresa e parodiata più volte nel corso degli anni.[1]
- In questo film non appare Lulù (La moglie di Boss Hogg e sorella di Rosco), ma appare, in due camei, Cletus.
- Uno dei poliziotti è interpretato da Ritchie Montgomery, che era già apparso nella serie TV originale nei panni di Elton.

## Riconoscimenti
- 2006 - Razzie Awards
  - Candidatura al peggior film
  - Candidatura al peggior attore non protagonista a Burt Reynolds
  - Candidatura alla peggior attrice non protagonista a Jessica Simpson
  - Candidatura al peggior regista a Jay Chandrasekhar
  - Candidatura alla peggior coppia a Jessica Simpson e la "sua" Daisy Duke
  - Candidatura alla peggior sceneggiatura a John O'Brien
  - Candidatura al peggior prequel, remake, rip-off o sequel
- 2006 - MTV Movie Award
  - Candidatura alla miglior performance di gruppo a Johnny Knoxville, Seann William Scott e Jessica Simpson
  - Candidatura alla performance più sexy a Jessica Simpson
- 2005 - Golden Schmoes Awards
  - Candidatura ai migliori T&A dell'anno a Jessica Simpson
- 2006 - People's Choice Awards
  - Canzone preferita di una colonna sonora (These Boots Are Made for Walkin') a Jessica Simpson
- 2006 - Teen Choice Awards
  - Miglior attrice emergente a Jessica Simpson

## Colonna sonora
1. Uncle Jesse Tells A Joke
2. These Boots Are Made for Walkin' - Jessica Simpson
3. One Way Out - The Allman Brothers Band
4. Pride And Joy - Stevie Ray Vaughan
5. Call Me The Breeze - Lynyrd Skynyrd
6. The South's Gonna Do It Again - The Charlie Daniels Band
7. Flirtin' With Disaster - Molly Hatchet
8. Hillbilly Shoes - Montgomery Gentry
9. Black Betty - Ram Jam
10. Soul City - Southern Culture On The Skids
11. Change My Mind - The Blueskins
12. Burn It Off - Blues Explosion
13. Funk No.49 - James Gang
14. Good Ol'Boys - Willie Nelson
15. Uncle Jesse Tells Another Joke
16. If You Want Blood (You've Got It) - AC/DC
17. Shoot To Thrill - AC/DC
18. La Grange- ZZ Top
19. Mississippi Queen - Mountain